# Granito (Pernambuco)
Granito é um município brasileiro do estado de Pernambuco. O município é composto pelo distrito sede e pelos povoados de Rancharia, Lagoa Nova e Mato Grosso.

## Geografia
Localiza-se a uma latitude 7º42'58" sul e a uma longitude 39º36'53" oeste, estando a uma altitude de 447 metros. Sua população estimada em 2024 era de 7206 habitantes.
Possui uma área de 521,942 km².

### Relevo
O município de Granito encontra-se inserido na unidade geoambiental dos Maciços e Serras Baixas. Ao sul, parte do território está inserido na unidade geoambiental Depressão Sertaneja.

### Vegetação
A vegetação é predominantemente de floresta caducifólia e caatinga Hipoxerófila.

### Hidrografia
O município de Granito situa-se nos domínios da Bacia Hidrográfica do Rio Brígida. Seus principais tributários são os riachos do Alecrim, São Joaquim, da Ingazeira, do Mororó, do Negro, da Brígida, do Poço Verde, do Logradouro, da Varginha do Capim, da Selada, do Mocambo e da Colina, todos de regime intermitente, haja vista que o nome granito é referente às muitas pedras que aqui tem.
O município conta ainda com as lagoas Pajeú, do Umari, de Dentro, do Tigre, Nova, da Cruz, das Barracas, da Pedra e das Braúnas.